# Rába Leó
Rába Leó (Budapest, 1901. november 15. – 1945. január 15.) magántisztviselő, újságíró, író.

## Élete
Rabinovics Pinkász (Péter) és Bogrov Mária fia. Tanári diplomáját a budapesti tudományegyetemen szerezte. Az 1920-as évek közepétől könyvkiadók munkatársa volt. Ő szervezte meg az idegen nyelvű könyvek kiadását a Franklin Társulatnál, ezt követően a Hungária Könyvkiadónál dolgozott lektorként, a könyvosztály vezetője volt. Irodalmi kritikáit közölte a Pesti Hírlap. A Magyar Rádióban gyakorta feltűnt irodalmi és esztétikai előadásokkal, egyfelvonásosokkal. Közreműködött a Hungária irodalmi lexikon létrejöttében is. 1932. május 14-én Budapesten, a Ferencvárosban házasságot kötött a nála hét évvel fiatalabb Faragó Magdolnával, Faragó Zsigmond és Feuerstein Berta lányával. 1944-ben nyoma veszett, utoljára december 3-án küldött levelet Hegyeshalomról, további sorsa ismeretlen. 1969-ben a Pesti Központi Kerületi Bíróság holttá nyilvánította 1945. január 15.-ei dátummal.

## Fontosabb munkái
- A Curara eset (regény, Bp., 1933);
- Fiúk, miénk a jövő! (cserkészregény, Budapest, Hungária, 1938);
- Robin Hood (ifj. regény, Bp., 1940).

### Fordítása
- Yü En-hu, a kínai cserkész (Budapest, Hungária, 1939).